# Sergej Kucharenko
Sergej Kucharenko nebo též Sjarhej Kucharenka (bělorusky Сергей Кухаренко, * 8. květen 1976 Chojniki, Sovětský svaz) je bývalý reprezentant Běloruska v judu.

## Sportovní kariéra
Na přelomu tisíciletí patřil k pravidelným účastníkům judistických soutěží. Nepatřil k hlavním favoritům turnajů, ale když měl svůj den uměl soupeře potrápit. Na medailové příčky se začal prosazovat až od roku 2002 ve střední váhové kategorii, kam ho vytlačil Sergej Šundikov. V roce 2005 potom přišel o post reprezentační jedničky na úkor Kazusjonoka. V roce 2007 zkoušel štěstí mezi polotěžkými vahami, ale potom co se nekvalifikoval na své třetí olympijské hry, ukončil vrcholovou kariery.
Olympijských her se účastnil celkem dvakrát. V roce 2000 v Sydney vypadl ve druhém kole se Severokorejcem Kwak Ok-čchol na body. V roce 2004 v Athénách dostal v prvním kole nalosovaného mistra světa Japonce Izumiho. Japonci stačilo 10s aby ho poslal k zemi technikou o-soto-gari. Z oprav se do boje o bronzovou medaili neprobojoval.

## Výsledky
| Turnaj             | 1994 | 1995 | 1996 | 1997 | 1998 | 1999 | 2000 | 2001 | 2002 | 2003 | 2004 | 2005 | 2006 | 2007 |
| ------------------ | ---- | ---- | ---- | ---- | ---- | ---- | ---- | ---- | ---- | ---- | ---- | ---- | ---- | ---- |
| Olympijské hry     | -    | -    | dns  | -    | -    | -    | úč.  | -    | -    | -    | úč.  | -    | -    | -    |
| Mistrovství světa  | -    | dns  | -    | úč.  | -    | úč.  | -    | dns  | -    | 3.   | -    | dns  | -    | dns  |
| Mistrovství Evropy | dns  | dns  | 5.   | dns  | úč.  | 7.   | úč.  | dns  | 2.   | 5.   | dns  | úč.  | dns  | úč.  |
| MS juniorů         | dns  | -    | úč.  | -    | -    | -    | -    | -    | -    | -    | -    | -    | -    | -    |
| ME juniorů         | úč.  | 3.   | dns  | -    | -    | -    | -    | -    | -    | -    | -    | -    | -    | -    |